# Xigu
För andra betydelser, se Xigu (olika betydelser).
Xigu, tidigare stavat Siku, är ett stadsdistrikt i provinshuvudstaden Lanzhou i provinsen Gansu i nordvästra Kina. Det ligger omkring 25 kilometer nordväst om centrala Lanzhou. 
Xigu är indelat i nio stadsdelsdistrikt, fem köpingar och en socken..
Stadsdelsdistrikt (jiedao):

- Chenping (陈坪街道)
- Fulilu (福利路街道)
- Lintaojie (临洮街街道)
- Sijiqing (四季青街道)
- Xianfenglu (先锋路街道)
- Xigucheng (西固城街道)
- Xiliugou (西柳沟街道)
- Xin'anlu (新安路街道)
- Xinhelu (新和路街道)

Köpingar (zhen):

- Dachuan (达川镇)
- Dongchuan (东川镇)
- Hekou (河口镇)
- Liuquan (柳泉镇)
- Xincheng (新城镇)

Socken (xiang):

- Jingou (金沟乡)